# كوبا ليبرتادوريس 1999
كوبا ليبرتادوريس 1999 هو موسم من بطولة كوبا ليبرتادوريس. أقيم خلال الفترة 21 فبراير 1999 وحتى 16 يونيو 1999. شارك فيه 21 فريقًا، وفاز فيه نادي بالميراس البرازيلي.

## النهائي
أجري النهائي بين نادي بالميراس البرازيلي ونادي ديبورتيفو كالي الكولومبي. أقيمت مباراة الذهاب في ملعب باسكوال غيريرو الأولمبي في كالي بينما لُعبت مباراة الإياب في ستاد باليسترا إتاليا (المعروف أيضًا باسم "باركي أنتاركتيكا") في ساو باولو. بعد التعادل 2-2 في مجموع المباراتين، توج بالميراس بطلاً بركلات الترجيح.